# Élections territoriales néo-calédoniennes de 1977
Les élections territoriales de 1977 eurent lieu le 11 septembre pour renouveler l'Assemblée territoriale de la Nouvelle-Calédonie, dont le mandat de cinq ans, précédemment renouvelé le 10 septembre 1972, arrivait à son terme.

## Contexte
Le paysage politique néo-calédonien s'est totalement réorganisé au cours des années 1970. Alors que depuis les années 1950 le clivage se faisait sur la question du degré d'autonomie et sur les rapports avec le gouvernement central, les élections de 1977 sont les premières à partager l'électorat néo-calédonien sur la question de l'indépendance ou du maintien au sein de la République française. L'indépendantisme s'est en effet progressivement imposé comme une tendance politique d'importance alors qu'elle était jusque-là extrêmement minoritaire. Les premiers mouvements indépendantistes au sein de la communauté Kanak, généralement proches de l'extrême-gauche métropolitaine, sont apparus à la fin des années 1960 et au début des années 1970 : les « Foulards rouges » de Nidoïsh Naisseline (fils du grand-chef de Guahma à Maré et figure de la droite gaulliste locale, Henri Naisseline) en 1969 et le « Groupe 1878 » d'Élie Poigoune en 1971. Ils fusionnent en juillet 1975 pour donner naissance au premier parti clairement indépendantiste, le Parti de libération kanake (Palika). L'Union multiraciale de Yann Céléné Uregeï, mouvement fondé par des dissidents mélanésiens alors encore autonomistes mais radicaux de l'Union calédonienne (UC) en 1971, prend aussi officiellement parti pour l'indépendance à partir de 1975 (à la suite de l'échec d'une mission en France métropolitaine dirigée par Uregeï pour demander au gouvernement un nouveau statut pour le Territoire) et change son nom en Front uni de libération kanak (FULK). Une génération de nouveaux dirigeants au sein de l'Union calédonienne tendent également à rapprocher ce parti de la gauche métropolitaine (notamment du PS, alors qu'ils étaient jusque-là plutôt associé au centre) et à lui faire franchir le pas indépendantiste : Jean-Marie Tjibaou (organisateur en 1975 du festival Mélanésia 2000 qui fait apparaître la culture kanak comme bien vivante, et non plus comme une culture mourante, et fait naître une certaine conscience et une fierté identitaire au sein de la population mélanésienne, et théoricien de la notion d'« Indépendance kanak socialiste » inspirée du socialisme mélanésien du chef indépendantiste néo-hébridais Walter Lini), Pierre Declercq (un enseignant métropolitain arrivé sur le Territoire dans les années 1960), François Burck (un métis « Caldoche », ou natif néo-calédonien d'origine européenne, et Kanak) ou Éloi Machoro. À son congrès de Bourail en mai 1977, l'UC prend officiellement parti pour l'indépendance et Jean-Marie Tjibaou, qui en est élu vice-président, en devient le nouvel homme fort, le président Rock Pidjot et le commissaire général Maurice Lenormand ne gardant qu'une autorité morale de pure forme. Les autres membres de la nouvelle génération arrivent au poste clé : Pierre Declercq est secrétaire général, Éloi Machoro est son adjoint et François Burck entre également au bureau politique. 
En revanche, le renforcement à gauche voire à l'extrême gauche de cette nouvelle offre politique prive les forces autonomistes jusque-là plus ou moins majoritaires (l'UC, l'Union progressiste multiraciale créée en 1974 par des dissidents modérés de l'Union multiraciale, et le Parti socialiste calédonien qui est l'héritier depuis 1976 du Mouvement populaire calédonien d'Alain Bernut) d'une part importante de leur base électorale, notamment au sein de la population mélanésienne. D'un autre côté, la droite locale se renforce grâce aux nouveaux apports démographiques (notamment les immigrés polynésiens attirés par le « boom du nickel » depuis la fin des années 1960). La défection des principales forces autonomistes de figures qui se sont toujours battues contre la centralisation organisée depuis 1963 mais qui sont également hostiles à toute idée d'indépendance entraîne la naissance d'une multitude de petits partis : le maire de Thio Roger Galliot est exclu du « parti à la croix verte » en avril 1976 après avoir adhéré au Comité d'action contre l'indépendance CACI, mouvement fondé le 12 janvier 1976 par le chef Gustave Kataoui de Canala se présentant comme le « porte-parole de la majorité silencieuse opposée à la violence » ; le maire de Païta Raymond Hénin est lui aussi exclu ; le maire de Bourail Jean-Pierre Aïfa, qui s'oppose à ces expulsions et au choix officiel pour l'indépendance, créé un parti dissident en 1977, l'Union de Nouvelle-Calédonie (UNC) ; le maire de Ponérihouen Théophile Wakolo Pouyé, ancien membre de l'Union multiraciale, fonde l'Union pour la renaissance de la Calédonie (URC). Des mouvements clairement anti-indépendantistes viennent s'ajouter à ce foisonnement : outre le CACI, on peut citer en février 1976 « Entente toutes ethnies » du docteur Raymond Mura (réunissant essentiellement des représentants des minorités attachées au maintien dans la France). 
Les élections municipales de mars 1977 sont le premier scrutin où transparaît cette évolution : 52,6 % des suffrages exprimés se portent sur la droite (Entente démocratique et sociale, Union démocratique et Mouvement libéral calédonien essentiellement), 36 % sur les partis autonomistes (UC, UPM, PSC) et 11,5 % sur les indépendantistes (Palika et FULK), tandis que Jean-Marie Tjibaou se fait élire maire de Hienghène avec un programme clairement indépendantiste. En réaction, le 17 avril 1977, le conseiller de gouvernement EDS et fils de l'ancien sénateur RI Henri Lafleur, Jacques Lafleur, organise à Nouméa un grand congrès « à l'américaine » afin de fédérer les partisans du maintien de la Nouvelle-Calédonie dans la France. Le nouveau parti ainsi créé, le Rassemblement pour la Calédonie (RPC), ne met pas totalement fin à l'éclatement politique local puisqu'il regroupe essentiellement l'ancien EDS (et notamment le maire de Nouméa Roger Laroque qui prend la présidence du mouvement, ou encore le sénateur Lionel Cherrier et les mélanésiens d'inspiration protestante de l'AICLF), des gaullistes et néo-gaullistes ayant quitté l'UD (le maire de Hienghène battu par Jean-Marie Tjibaou en mars 1977 Yves de Villelongue, ou encore Dick Ukeiwé), les jeunes giscardiens qui viennent de fonder en 1975 la section locale de Génération sociale et libérale (nouveau nom depuis 1974 des Jeunes Républicains indépendants : on trouve parmi eux de jeunes diplômés « Caldoches » tels le substitut du procureur Pierre Frogier ou le journaliste Pierre Maresca), des wallisiens et futuniens (Petelo Manuofiua) et des autonomistes non-indépendantistes (l'Union Kanak pour une Calédonie multiraciale (UK) de Willy Némia qui était l'un des membres fondateurs de l'Union multiraciale).
Les élections de septembre 1977 sont les premières à se faire dans le cadre du nouveau statut territorial, mis en place par la loi n° 76-1222 du 28 décembre 1976 relative à l'organisation de la Nouvelle-Calédonie et Dépendances. Si elle ne modifie pas le mode de scrutin ni la composition de l'Assemblée territoriale, elle donne une très large autonomie au Territoire (ce qui a tendance encore une fois à affaiblir l'UC, ou tout du moins sa vieille garde autonomiste : une grande partie de ses revendications semblent alors exaucées, et cela sans qu'elle puisse s'en prévaloir puisque l'essentiel des négociations ayant amené à la réforme ont été menées par les élus de droite, dont surtout Jacques Lafleur). La compétence territoriale devenant de droit commun, les compétences de l'État sont limitées aux domaines traditionnels de la souveraineté : relations extérieures, défense, communications extérieures, monnaie, crédits, commerce extérieur, justice, droit civil et pénal, domaine public, fonction publique d'État, enseignement secondaire et supérieur et recherche. De fait, la loi Billotte de 1969 (qui confiait à l'État les questions minières) et la loi Jacquinot de 1963 (qui supprimait la fonction de vice-président du conseil de gouvernement et transformait ce dernier en simple organe consultatif du gouverneur) sont abrogées. Le gouverneur devient « Haut-commissaire de la République », garde la présidence officielle du conseil de gouvernement mais n'y a plus aucun droit de vote tandis que le vice-président, fonction qui avait déjà existé de 1957 à 1963, redevient le véritable chef politique de l'exécutif local. D'assistant du gouverneur, le conseil de gouvernement devient un organe délibérant et pleinement responsable devant l'Assemblée territoriale (qui peut le destituer par une motion de censure), chargé de préparer les projets de délibération de cette dernière et de les exécuter, d'administrer les intérêts du Territoire et d'animer et de contrôler l'activité des services territoriaux. Le nombre de conseillers de gouvernement passe de cinq à sept (dont le vice-président qu'ils élisent en leur sein), toujours désignés à la proportionnelle par l'Assemblée territoriale.

## Organisation du scrutin
Le scrutin a lieu au suffrage universel direct, pour pourvoir pour un mandat de cinq ans à la proportionnelle de liste 35 sièges répartis en quatre circonscriptions : 
- sud : 16 sièges ;
- ouest : 7 sièges ;
- est : 7 sièges ;
- îles Loyauté : 5 sièges.

Pour être élu, il suffit d'être citoyen français, de jouir de ses droits civiques, d'être inscrit sur les listes électorales et d'avoir au moins 21 ans.

## Résultats
Sur les 20 partis ou formations en présence, 11 obtiennent des élus. 
- Anti-indépendantistes : 19 sièges :
  - Rassemblement pour la Calédonie (droite autonomiste modérée, mené par le conseiller de gouvernement sortant Jacques Lafleur et le maire de Nouméa Roger Laroque) : 12 sièges
    - Sud : 7 élus (Roger Laroque, Pierre Frogier, Jacques Bouttin, Marie-Paule Serve née Charles, Jacques Mouren, Petelo Manuofiua, Victorin Boewa)
    - Ouest : 2 élus (Jean Delouvrier, Joseph Tidjine)
    - Est : 2 élus (Auguste Parawi-Reybas, Yves de Villelongue)
    - Îles : 1 élu (Dick Ukeiwé)

  - Mouvement libéral calédonien (centre droit autonomiste modéré, mené par Jean Lèques) : 2 sièges
    - Sud : 2 élus (Jean Lèques, Max Frouin)

  - Union de Nouvelle-Calédonie (centre autonomiste, mené par le maire de Bourail Jean-Pierre Aïfa) : 2 sièges
    - Ouest : 1 élu (Jean-Pierre Aïfa)
    - Est : 1 élu (Stanley Camerlynck)

  - Union pour la renaissance de la Calédonie (centre voire centre gauche autonomiste, mené par le maire de Ponérihouen Théophile Wakolo Pouyé) : 1 siège
    - Sud : 1 élue (Edwige Antier-Lagarde)

  - Entente toutes ethnies (centre droit autonomiste, mené par le docteur Raymond Mura) : 1 élu 
    - Sud : 1 élu (Raymond Mura)

  - Union démocratique (droite gaulliste, menée par Gaston Morlet) : 1 siège :
    - Ouest : 1 élu (Gaston Morlet)
- Indépendantistes : 12 sièges :
  - Union calédonienne (centre, menée par le député non inscrit et ex-PDM et ex-RDS Rock Pidjot et le maire de Hienghène Jean-Marie Tjibaou) : 9 sièges
    - Sud : 2 élus (Rock Pidjot, Pierre Declercq)
    - Ouest : 3 élus (François Burck, Maurice Lenormand, Gabriel Païta)
    - Est : 2 élus (Jean-Marie Tjibaou, Éloi Machoro)
    - Îles : 2 élus (Édouard Wapaé, Yeiwéné Yeiwéné)

  - Parti de libération kanak (extrême gauche, menée par le grand-chef de Guahma sur l'île de Maré Nidoïsh Naisseline) : 2 sièges
    - Est : 1 élu (Daniel Poigoune)
    - Îles : 1 élu (Nidoïsh Naisseline)

  - Front uni de libération kanak (gauche, mené par Yann Céléné Uregeï) : 1 siège
    - Îles : 1 élu (Yann Céléné Uregeï)
- Autonomistes avec franges indépendantistes : 4 sièges :
  - Parti socialiste calédonien (Centre gauche socialiste, mené par Alain Bernut) : 3 élus 
    - Sud : 3 élus (Alain Bernut, Claude Fournier, Jacques Violette)

  - Union progressiste multiraciale (gauche, menée par Edmond Nékiriaï et André Gopoea) : 1 siège
    - Est : 1 élu (André Gopoea)

## Conséquences
L'UC perd pour la première fois son statut de premier parti du Territoire, que lui ravit le RPC. Le « bloc anti-indépendantiste » est majoritaire. Il permet l'élection le 27 septembre 1977 de Dick Ukeiwé à la présidence de l'Assemblée territoriale (il l'avait déjà été de 1975 à 1976). Le 29 septembre, c'est au tour du conseil de gouvernement d'être désigné. Quatre listes sont présentées, deux seulement obtiennent des élus : celle du RPC soutenue par l'ensemble des anti-indépendantistes (5 élus sur 7 : André Caillard qui est élu vice-président le 5 octobre, Michel Jaquet, Victorin Boewa immédiatement remplacé par Michel Vittori, Guy Agniel et Willy Némia), celle de l'UC soutenue par l'UPM (2 élus : Kuriane Caba et Paul Napoarea). Les listes du Palika et du PSC n'obtiennent aucun conseiller de gouvernement. 
Le redécoupage du paysage politique vers un bipartisme « pro/anti-indépendantisme » finit de se concrétiser après les élections territoriales. L'Union progressiste multiraciale fait de même avant la fin de l'année 1977 et change son nom en « Union progressiste en Mélanésie ». Enfin, le Parti socialiste calédonien connaît une scission importante sur cette question en 1978 : une majorité menée par Jacques Violette s'engage également pour l'indépendance, une minorité est emmenée par le chef historique du socialisme local Alain Bernut au sein du MSC qui se rapproche des anti-indépendantistes. Le 4 juin 1979, un Front indépendantiste, alliance électorale et politique, est formée par l'UC, le Palika, le FULK, le PSC et l'UPM. 
Les partisans du maintien dans la France pour leur part se fédèrent progressivement autour du RPC de Jacques Lafleur (élu député dans la nouvelle « circonscription Ouest » aux élections législatives de 1979) : ce dernier s'unit avec le MLC, l'URC, ETE et la fédération locale du Rassemblement pour la République (RPR) métropolitain (fondé entretemps par des dissidents momentanés du RPC emmenés par Dick Ukeiwé avec le soutien de Roger Laroque). S'affiliant dans le même temps au RPR, il transforme son nom le 21 juillet 1978 en Rassemblement pour la Calédonie dans la République (RPCR), nouveau grand mouvement de la droite anti-indépendantiste locale. 
S'ensuit toutefois une fronde interne de la part des éléments centristes et « giscardiens », tels l'URC et l'ETE qui reprennent vite leur indépendance, ou encore le sénateur Lionel Cherrier. Ils se retirent avec l'UNC et l'UD de la coalition majoritaire jusque-là dominée par le RPC devenu RPCR : une motion de censure contre le conseil de gouvernement Caillard est votée par l'Assemblée territoriale le 31 octobre 1978. Lors de l'élection du nouvel exécutif, sont avancées une liste Union pour la démocratie française (UDF) unissant URC et ETE et menée par Edwige Antier-Lagarde, et une liste « Une Nouvelle Société Calédonienne » fédérant l'UNC à l'UD et aux partisans de Lionel Cherrier. Si aucune des deux n'obtient d'élus, cela permet à l'UC de faire jeu égal au nouveau conseil de gouvernement avec le RPCR (3 membres chacun), tandis que le PSC gagne le septième poste qui sert de force d'appoint à l'UC. Maurice Lenormand est élu vice-président le 21 novembre 1978. Lionel Cherrier fonde en 1979 son propre parti, le Parti républicain calédonien (PRC), en échos au Parti républicain métropolitain, avant que ses différents petits mouvements (PRC, UNC, UD, mais aussi le Mouvement wallisien et futunien d'Epifano Tui ou Avenir jeune Calédonie de Willy Porcheron) ne s'unissent le 29 mai 1979 pour créer la Fédération pour une nouvelle société calédonienne (FNSC), qui se veut l'alternative centriste entre la gauche indépendantiste et la droite anti-indépendantiste.